# 拉什福德 (明尼蘇達州)
拉什福德（英語：Rushford）是一個位於美國明尼蘇達州菲爾莫爾縣的城市。

## 人口
根據2020年美國人口普查的數據，拉什福德的面積為4.32平方千米，當中陸地面積為4.27平方千米，而水域面積為0.05平方千米。當地共有人口1860人，而人口密度為每平方千米431人。